# 에이프로
에이프로(APro Co. Ltd.)는 대한민국의 기업이다. 본사는 경기도 안양시 동안구 부림로170번길 41-14(관양동, 에이프로글로벌센터)에 위치해 있다. 대표이사는 임종현이다.

## 상장
2020년 7월 16일에 주관사를 NH투자증권으로 공모가 21,600원에 코스닥 시장에 상장하였다.

## 같이 보기
- 에이프로파트너스
- 그린볼트
- 에코볼트
- 에이프로세미콘

## 참고문헌
1. ↑  에이프로세미콘 50억 시리즈A 성공...GaN 역량 확대, ET뉴스, 2023-04-20
2. ↑  “에이프로, 북미 활성화 공정 장비 대형 수주 임박”, 인사이트코리아, 2023.09.05
3. ↑  에이프로, 美배터리 장비 수출 확대, 디일렉, 2023.04.12